# Phoradendron
Phoradendron es un género con 491 especies de plantas de flores perteneciente a la familia Santalaceae. Anteriormente se clasificaba dentro de la familia Viscaceae.

## Especies seleccionadas
- Phoradendron acinacifolium
- Phoradendron affine
- Phoradendron agostinorum
- Phoradendron aguilarii
- Phoradendron albert-smithii
- Phoradendron albovaginatum
- Phoradendron californicum
- Phoradendron canzacotoi
- Phoradendron juniperinum
- Phoradendron leucarpum
- Phoradendron madisonii
- Phoradendron pomasquianum
- Phoradendron tucumanense
- Phoradendron villosum
- Phoradendron wiensii

## Sinónimos
- Allobium, Spiciviscum